# Epichlorhydrin
Epichlorhydrin ist eine farblose, nach Chloroform riechende, niedrig viskose Flüssigkeit.
Es wurde im Tierversuch als eindeutig krebserzeugend erkannt, weswegen sich kein MAK-Wert angeben lässt.
Meist wird Epichlorhydrin als Racemat synthetisiert. Wenn ohne weitere Namensbestandteile von Epichlorhydrin gesprochen wird, ist stets das Racemat [1:1-Gemisch von (R)-Epichlorhydrin und (S)-Epichlorhydrin] gemeint. Die reinen Enantiomere sind ebenfalls bekannt, besitzen jedoch nur geringe Bedeutung.

## Gewinnung und Darstellung

### Petrochemische Gewinnung über Allylchlorid
Die konventionelle Herstellung von Epichlorhydrin 4 erfolgt durch die Umsetzung von Allylchlorid 1 mit Hypochloriger Säure zu 1,3-Dichlor-propan-2-ol 2 und 2,3-Dichlorpropan-1-ol 3 und anschließender Behandlung mit Natriumhydroxid (NaOH) zu Epichlorhydrin 4.

### Bio-Basierte Gewinnung über Glycerin
Eine weitere Möglichkeit der Herstellung basiert auf der Nutzung von Glycerin (bsp. aus der Biodieselherstellung), das mit Chlorwasserstoff und einem sauren Katalysator ebenfalls zu 1,3-Dichlorpropan-2-ol und anschließend mit NaOH zu Epichlorhydrin umgesetzt wird. Vorteil dieser Methode ist, dass in der Hydrochlorierung hauptsächlich 1,3-Dichlor-propan-2-ol gebildet wird. Dieses reagiert deutlich schneller in der Epoxidierung zu Epichlorhydrin.

Biobasierte Produktion von Epichlorhydrin auf Basis von Glycerin bestehend aus Hydrochlorierung und Epoxydierung.

Bei beiden Produktionsrouten fällt Epichlorhydrin als Racemat an.

## Eigenschaften

### Chemische Eigenschaften
Epichlorhydrin reagiert schnell mit nukleophilen Verbindungen, z. B. Aminen, unter Öffnung des Epoxidrings. Unter geeigneten Reaktionsbedingungen reagiert es dabei unter Abspaltung von Chlorid mit Bildung eines neuen Epoxids. Es wird daher von der Industrie zur Einführung der Epoxidgruppe in beispielsweise Harze verwendet.

### Sicherheitstechnische Kenngrößen
Epichlorhydrin bildet leicht entzündliche Dampf-Luft-Gemische. Die Verbindung hat einen Flammpunkt von 28 °C. Der Explosionsbereich liegt zwischen 2,3 Vol.‑% (86 g/m3) als untere Explosionsgrenze (UEG) und 34,4 Vol.‑% (1315 g/m3) als obere Explosionsgrenze (OEG). Der untere Explosionspunkt beträgt 26 °C. Die Grenzspaltweite wurde mit 0,74 mm bestimmt. Es resultiert damit eine Zuordnung in die Explosionsgruppe IIB. Die Zündtemperatur beträgt 385 °C. Der Stoff fällt somit in die Temperaturklasse T2.

## Verwendung

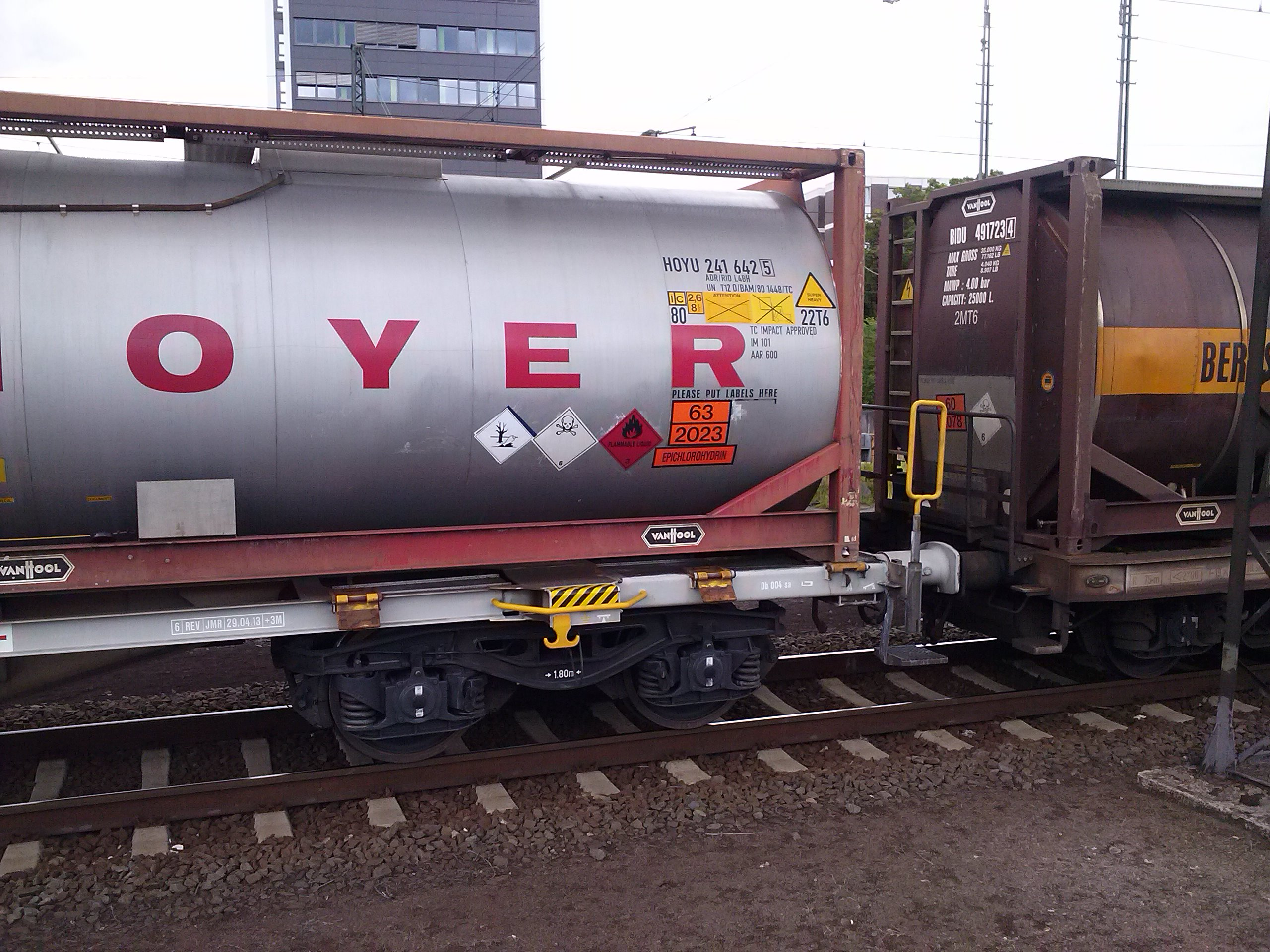
Epichlorhydrin wird großtechnisch produziert. Im Bild ein Tankcontainer mit Epichlorhydrin auf einem Güterwagen.

Epichlorhydrin wurde bis vor wenigen Jahren zu einem großen Anteil zur Herstellung von Glycerin und Glycidol verwendet, der Anteil der synthetischen Glycerinproduktion ging jedoch aufgrund der großen Glycerinmengen, die durch die Biodiesel-Produktion anfallen, stark zurück.

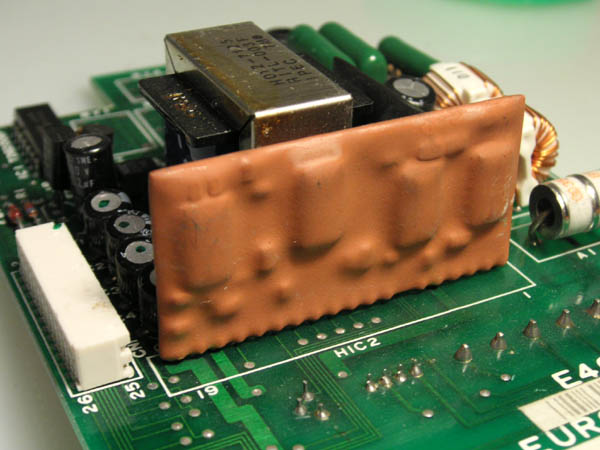
Anwendung eines Epoxidharzes als Isoliermittel auf einer Hybridschaltung

Vor allem als Komponente zur Herstellung von Epoxidharzen, die neben ihrer Verwendung als Werkstoffe auch als Nassfestmittel bei der Produktion von Papier (z. B. bei der Herstellung von Teebeutelpapier und Küchenkrepp) sowie als Zweikomponentenkleber (Bisphenol-A-Harze) eingesetzt werden, spielt Epichlorhydrin eine große Rolle. Außerdem ist es Bestandteil synthetischer Elastomere und von Textilhilfsstoffen wie dem Polyamid-Epichlorhydrin-Polymer Hercosett, das als Schrumpfungsverhinderer in Textilien eingesetzt wird.

## Sicherheitshinweise
Epichlorhydrin ist giftig und krebserzeugend. Es kann durch intakte Haut diffundieren. Bei der Havarie des Nordseefrachters Oostzee im Sommer 1989 wurden große Mengen Epichlorhydrin freigesetzt. Von 137 an der Bergung Beteiligten erkrankten oder starben 17 an Krebs.

## Nachweis
Der Stoff kann durch Prüfröhrchen, gaschromatographisch oder PID-Sensor nachgewiesen werden.

## Externe Links zu erwähnten Verbindungen
1. ↑  Externe Identifikatoren von bzw. Datenbank-Links zu (S)-Epichlorhydrin:  CAS-Nr.: 67843-74-7, EG-Nr.: 614-150-5, ECHA-InfoCard: 100.126.461, PubChem: 149428, ChemSpider: 131706, Wikidata: Q27117047.
2. ↑  Externe Identifikatoren von bzw. Datenbank-Links zu (R)-Epichlorhydrin:  CAS-Nr.: 51594-55-9, EG-Nr.: 424-280-2, ECHA-InfoCard: 100.102.280, GESTIS: 902590, PubChem: 2734062, ChemSpider: 2015820, Wikidata: Q26840862.